# آلبرت کلارک
آلبرت کلارک (انگلیسی: Albert Clarke; ۲۵ دسامبر ۱۹۱۶ – ۱۶ ژوئن ۱۹۴۴) بازیکن فوتبال اهل بریتانیا بود.
از باشگاه‌هایی که در آن بازی کرده‌است می‌توان به باشگاه فوتبال تورکی یونایتد، باشگاه فوتبال بلکبرن روورز، و باشگاه فوتبال بیرمنگام سیتی اشاره کرد.